# Parlamentarische Gruppe Binnenschifffahrt
Die Parlamentarische Gruppe Binnenschifffahrt, PGBi des Deutschen Bundestages besteht seit der 
13. Legislaturperiode.
Ziel der Gruppe ist vordringlich der Ausbau der Bundeswasserstraßen zur Förderung der Binnenschifffahrt. Die PG Binnenschifffahrt ist damit eine von zwei Parlamentarischen Gruppen im Deutschen Bundestag, die sich mit der Binnenschifffahrt beschäftigt. Im Gegensatz zur Parlamentarischen Gruppe Frei fließende Flüsse betreibt die PG Binnenschifffahrt keine Öffentlichkeitsarbeit. Ihr Schwerpunkt liegt im Bereich Lobby-Arbeit mit Verbänden auf deutscher und europäischer Ebene. Die PG Binnenschifffahrt unterscheidet sich von der PG Frei fließende Flüsse vor allem durch die Forderung nach einem Ausbau der Donau mit Staustufen.
In der 19. Wahlperiode des Deutschen Bundestages arbeiteten in der PG Binnenschifffahrt 44 Abgeordnete mit. Die Sprecher der fraktionsübergreifenden Gruppe waren Eckhard Pols (CDU/CSU), Mathias Stein (SPD) (zugleich Koordinator der Gruppe), Andreas Mrosek (AfD), Bernd Reuther (FDP), Jörg Cezanne (Linke), Claudia Müller (Grüne). Im Juli 2019 reisten die Bundestagsabgeordneten auf Einladung des Bundesverbands der Deutschen Binnenschifffahrt e.V. (BDB) und der Niederrheinischen Industrie- und Handelskammer nach Duisburg, in die europäische Hauptstadt der Binnenschifffahrt, um sich vor Ort einen Eindruck von der Wasserstraßen-Infrastruktur zu verschaffen.
In der 20. Wahlperiode des Deutschen Bundestages umfasst die PG Binnenschifffahrt über 50 Mitglieder. Sprecher sind erneut Mathias Stein (SPD) (zugleich Koordinator) und Bernd Reuther (FDP) sowie neu Henning Rehbaum (CDU/CSU), Lukas Benner (Bündnis 90/Die Grünen) und René Bochmann (AfD).